# Новофедорівська сільська рада (Голопристанський район)
Новофе́дорівська сільська́ ра́да — адміністративно-територіальна одиниця та орган місцевого самоврядування в Голопристанському районі Херсонської області. Адміністративний центр — село Новофедорівка.

## Загальні відомості
- Територія ради: 4,31 км²
- Населення ради: 2 501 особа (станом на 2001 рік)
- Водоймища на території, підпорядкованій даній раді: Чорне море

## Населені пункти
Сільській раді підпорядковані населені пункти:
- с. Новофедорівка
- с. Залізний Порт

## Склад ради
Рада складається з 16 депутатів та голови.
- Голова ради: Лахтадир Олена Василівна
- Секретар ради: Грабован Тетяна Миколаївна

### Керівний склад попередніх скликань
| Прізвище, ім'я, по батькові  | Основні відомості                                                                     | Дата обрання | Дата звільнення |
| ---------------------------- | ------------------------------------------------------------------------------------- | ------------ | --------------- |
| Касіянчук Ігор Ксенофонтович | Сільський голова, 1951 року народження, безпартійний                                  | 26.03.2006   | 31.10.2010      |
| Руденко Сергій Володимирович | Сільський голова, 1961 року народження, освіта середня загальна, член Партії регіонів | 31.10.2010   | 15.11.2013      |
| Лахтадир Олена Василівна     | Сільська голова, 1974 року народженням                                                | Невідомо     |                 |

Примітка: таблиця складена за даними сайту Верховної Ради України

### Депутати
За результатами місцевих виборів 2010 року депутатами ради стали:

#### За суб'єктами висування
| Суб'єкт висування                                       | Кількість обраних депутатів | %    |
| ------------------------------------------------------- | --------------------------- | ---- |
| Самовисування                                           | 10                          | 62,5 |
| Партія регіонів                                         | 3                           | 18,8 |
| Комуністична партія України                             | 1                           | 6,3  |
| Політична партія Всеукраїнське об'єднання «Батьківщина» | 1                           | 6,3  |
| Політична партія «Сильна Україна»                       | 1                           | 6,3  |

#### За округами
| № округу                                                | Прізвище, ім'я, по батькові   | Дата визнання обраним | Освіта  | Партійна приналежність                        | Відомості про обраного депутата                  |
| ------------------------------------------------------- | ----------------------------- | --------------------- | ------- | --------------------------------------------- | ------------------------------------------------ |
| Комуністична партія України                             |                               |                       |         |                                               |                                                  |
| 4                                                       | Бандура Іван Іванович         | 08.11.2010            | середня | позапартійний                                 | Новофедорівська загальноосвітня школа, охоронець |
| Партія регіонів                                         |                               |                       |         |                                               |                                                  |
| 3                                                       | Сухін Микола Миколайович      | 08.11.2010            | середня | член Партії регіонів                          | тимчасово не працює                              |
| 8                                                       | Лісанов Григорій Іванович     | 08.11.2010            | вища    | член Партії регіонів                          | приватний підприємець                            |
| 11                                                      | Лахтадир Олена Василівна      | 08.11.2010            | вища    | член Партії регіонів                          | Новофедорівська сільська рада, секретар          |
| Політична партія Всеукраїнське об'єднання «Батьківщина» |                               |                       |         |                                               |                                                  |
| 13                                                      | Булах Оксана Миколаївна       | 08.11.2010            | вища    | член Всеукраїнського об'єднання «Батьківщина» | приватний підприємець                            |
| Політична партія «Сильна Україна»                       |                               |                       |         |                                               |                                                  |
| 2                                                       | Бабинок Юлія Сергіївна        | 08.11.2010            | середня | член Політичної партії «Сильна Україна»       | приватний підприємець                            |
| Самовисування                                           |                               |                       |         |                                               |                                                  |
| 1                                                       | Свірідов Андрій Анатолійович  | 08.11.2010            | вища    | позапартійний                                 | Залізнопортівська загальноосвітня школа, вчитель |
| 5                                                       | Бондар Віктор Анатолійович    | 08.11.2010            | вища    | позапартійний                                 | приватний підприємець                            |
| 6                                                       | Грабован Тетяна Миколаївна    | 08.11.2010            | середня | позапартійна                                  | Новофедорівські яслі-садок, завідувач            |
| 7                                                       | Саврадим Анатолій Григорович  | 08.11.2010            | середня | позапартійний                                 | Новофедорівська сільська рада, депутат           |
| 9                                                       | Ткачова Наталія Володимирівна | 08.11.2010            | середня | член Всеукраїнського об'єднання «Батьківщина» | тимчасово не працює                              |
| 10                                                      | Толомний Павло Олександрович  | 08.11.2010            | вища    | позапартійний                                 | приватний підприємець                            |
| 12                                                      | Бондаренко Ірина Іванівна     | 08.11.2010            | середня | позапартійна                                  | приватний підприємець                            |
| 14                                                      | Попов Сергій Михайлович       | 08.11.2010            | вища    | позапартійний                                 | приватний підприємець                            |
| 15                                                      | Білий Юрій Васильович         | 08.11.2010            | середня | позапартійний                                 | Комунально-побутовче підприємство, директор      |
| 16                                                      | Камінська Олена Олександрівна | 08.11.2010            | вища    | позапартійна                                  | Залізнопортівська амбулаторія, старша медсестра  |

## Населення
Згідно з переписом УРСР 1989 року чисельність наявного населення сільської ради становила 2463 особи, з яких 1232 чоловіки та 1231 жінка.
За переписом населення України 2001 року в сільській раді мешкало 2466 осіб.

### Мова
Розподіл населення за рідною мовою за даними перепису 2001 року:
| Мова       | Відсоток |
| ---------- | -------- |
| українська | 83,49 %  |
| російська  | 15,47 %  |
| вірменська | 0,44 %   |
| молдовська | 0,28 %   |
| білоруська | 0,12 %   |
| болгарська | 0,04 %   |